# André Gustave Anguilé

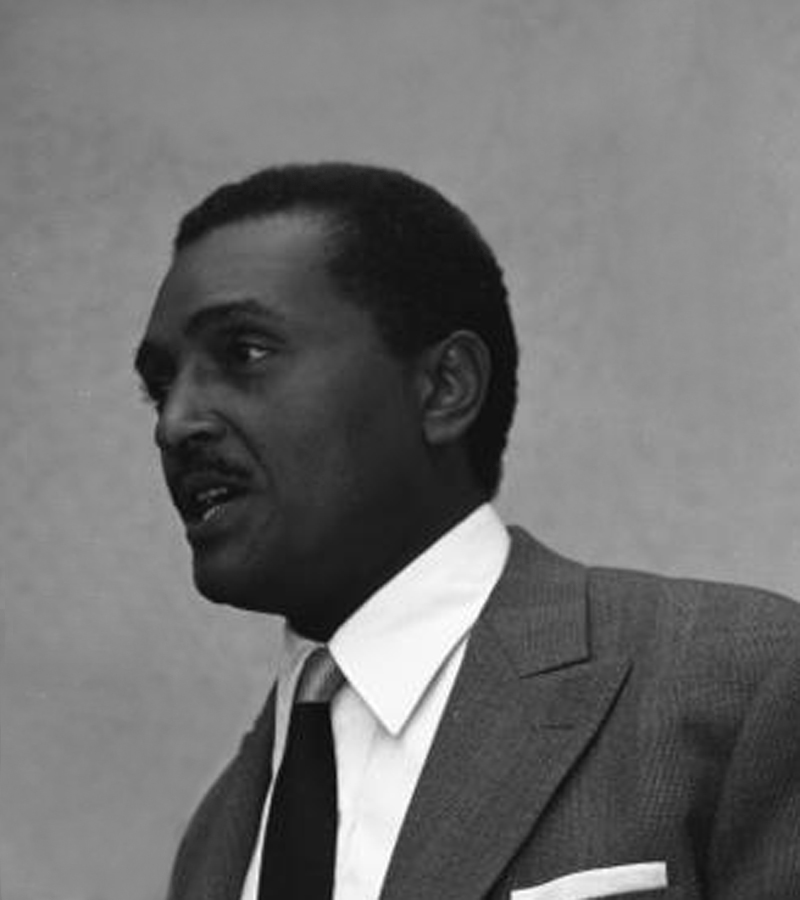
André Gustave Anguilé (1962)

André Gustave Anguilé (* 3. März 1920 in Libreville, Gabun; † 23. Mai 1999 in Paris) war ein gabunischer Diplomat und Politiker.

## Leben
André Gustave Anguilé beteiligte sich als Angehöriger der Volksgruppe der Myènè beteiligte er sich an der Gründung des Gabunischen Demokratischen Blocks BDG (Bloc démocratique gabonais), einem Bündnis zwischen der Gabunischen Demokratischen Partei (Parti démocratique gabonais) und dem Gabunischen Gemischten Komitee (Comité mixte gabonais). 1957 erreichte der BDG die Wahl von Léon M’ba zum Vizepräsidenten des Regierungsrats. Anschließend wurde er Generalsekretär der Territorialversammlung (Assemblée territoriale) und gehörte im Juli 1960 der gabunischen Delegation an, die von Léon M’ba nach Paris geführt wurde, um Verhandlungen über die Unabhängigkeit des Landes aufzunehmen.
Nach der nach der Unabhängigkeit Gabuns von Frankreich am 17. August 1960 erster Außenminister in der Regierung von Staatspräsident Léon M’ba und bekleidete dieses Amt bis zu seiner Ablösung durch Jean-Hilaire Aubame 1961. Zugleich war er von 1960 bis 1965 Staatsminister für Wirtschaft beziehungsweise Minister für Finanzen und Wirtschaft. In dieser Funktion nahm er insbesondere an der von Léopold Sédar Senghor im Dezember 1962 in Dakar organisierten Konferenz über „Entwicklungspolitik und die verschiedenen afrikanischen Wege zum Sozialismus“ teil. Am 20. Juli 1963 vertrat er Gabun beim Yaoundé-Abkommen, das die Assoziation zwischen der Europäischen Wirtschaftsgemeinschaft (EWG) und den achtzehn assoziierten afrikanischen und madagassischen Staaten EAMA (États africains et malgache associés) ratifizierte.
Als Omar Bongo am 28. November 1967 an die Macht kam, wurde er aus der Regierung entfernt und zum Vertreter der Nationalen Holzgesellschaft SNBG (Société Nationale des Bois du Gabon) in Frankreich ernannt und organisierte als Mitglied der Internationale Technische Vereinigung für Tropenholz (International Technical Association of Tropical Timber) mehrere Konferenzen.